# Talbot Islands
Talbot Islands är öar i Australien. De ligger i delstaten Queensland, omkring 2 300 kilometer nordväst om delstatshuvudstaden Brisbane.
Runt Talbot Islands är det mycket glesbefolkat, med 5 invånare per kvadratkilometer. Savannklimat råder i trakten. Genomsnittlig årsnederbörd är 1 697 millimeter. Den regnigaste månaden är april, med i genomsnitt 326 mm nederbörd, och den torraste är augusti, med 14 mm nederbörd.